# Državna cesta D518
D518 je državna cesta u Hrvatskoj. Ukupna duljina iznosi 32,9 km.